# Базальний (хімія)
Базальний (рос. базальный, англ. basal) — у тригональних біпірамідальних структурах (п'ятикоординована тригональна біпіраміда з атомом фосфору в центрі) — положення в основі піраміди (або близько цього положення) або зв'язки, які сполучають ці положення з центральним атомом основи.
Приклад: 